# Rina Nissim
Rina Nissim (* 31. August 1952 in Jerusalem) ist eine Schweizer Autorin, Naturheilpraktikerin und Aktivistin für Frauengesundheit und die Lesbenbewegung. Sie war Mitbegründerin des ersten Frauengesundheitszentrums der Schweiz. Sie ist Gründerin und Leiterin des Verlags Editions Mamamélis. Ihr Handbuch Naturheilkunde in der Gynäkologie wurde in sieben Sprachen übersetzt.

## Werdegang
Rina Nissim wurde 1952 in Jerusalem geboren. Ihre Familie zog mit ihr nach Genf, als sie fünf Jahre alt war. Dort erlebte sie als griechische Jüdin immer wieder Rassismus und Antisemitismus. Sie machte eine Ausbildung zur Pflegefachfrau, die sie 1975 abschloss.
Mit 18 Jahren fand sie über ein Flugblatt ihren Weg zur Genfer Frauenbefreiungsbewegung (Mouvement de libération des femmes MLF) und schloss sich den Anarchistinnen der Bewegung an. Gemeinsam entdeckten sie die Hilfe zur Selbsthilfe, beschäftigten sich mit dem Körper und der Frauengesundheit und gründeten Selbstuntersuchungsgruppen. 1973 luden sie drei amerikanische Frauengesundheits-Aktivistinnen, die eine Frauenklinik betrieben, nach Genf ein. Durch diesen Austausch entstand die Idee, ein Frauengesundheitszentrum in Genf aufzubauen. 1975 reiste Nissim mehrere Monate durch die USA, besuchte mehrere feministische Frauengesundheitszentren und arbeitete in einem mit. Das Dispensaire des Femmes  in Genf eröffnete schließlich 1978. Nissim schrieb regelmäßig für die Zeitschrift Bon sang des Zentrums, die von 1980 bis 1985 vierteljährlich erschien.
1981 organisierte Nissim gemeinsam mit den Frauen des Dispensaire und des Isis International Service das internationale Vernetzungstreffen „Frauen und Gesundheit“. Nach dem Treffen rückte die Kritik an Gen- und Reproduktionstechnologien sowie rassistisch motivierte Bevölkerungspolitik in ihren Fokus. Zur gleichen Zeit engagierte sie sich verstärkt für die Lesbengruppe Vanille/Fraise. Sie schrieb regelmäßig für die Zeitschrift Clit 007 (Concentré Lesbien Irrésistiblement Toxique), die die Gruppe von 1981 bis 1986 herausgab. Ab 1983 reiste Nissim wiederholt nach Mittelamerika und beteiligte sich dort am Aufbau von Frauengesundheitsgruppen. 1987 wurde das Genfer Dispensaire reorganisiert und umbenannt in Rosa Canina. Das Zentrum wurde 1995 geschlossen.
1984 gründete Nissim den Verlag Editions Mamamélis, den sie bis heute leitet. Ab den 1980er Jahren veröffentlichte sie dort mehrere Bücher zur Frauengesundheit und Gesundheitsselbsthilfe, die in zahlreiche Sprachen übersetzt wurden.
1987 reiste Nissim nach Indien und arbeitete in den folgenden fünf Jahren dort mit der Frauengesundheitsgruppe Shodhini zusammen. 1992 kehrte sie zurück nach Genf. Dort eröffnete sie eine Privatpraxis und arbeitete parallel zwei Tage pro Woche im Kanton Neuenburg in einem Präventions- und Gesundheitszentrum, das auf Komplementärmedizin spezialisiert war. Mit Kolleginnen des ehemaligen Genfer MLF gründete sie den Espace Femmes International (EFI), dessen Ziel die Nord-Süd-Solidarität ist. EFI strebte die Vernetzung mit und Unterstützung von frauenpolitischen Projekten im Globalen Süden an. Das Archiv des MLF wurde in den Räumlichkeiten des EFI untergebracht und wird dort von Nissim hauptverantwortlich betreut.

## Werke
- Mamamélis. Manuel de gynécologie naturopathique à l'usage des femmes. Dispensaire des Femmes 1984.
  - Deutsche Ausgaben:
    - Naturheilkunde in der Gynäkologie. Ein Handbuch für Frauen. Orlanda Frauenverlag / Sub-Rosa Frauenverlag, Berlin 1984, ISBN 978-3-936937-54-1 (bis 2008 mehr als 13 immer wieder überarbeitete Auflagen).
    - Naturheilkunde in der Gynäkologie. Handbuch für Frauen. Christel Göttert Verlag, Rüsselsheim 2021, ISBN 978-3-939623-81-6.

- La Ménopause. Edition Mamamélis 1995.
  - Deutsche Ausgabe: Wechseljahre Wechselzeit. Ein naturheilkundliches Handbuch. Orlanda Frauenverlag, Berlin 1995, ISBN 3-929823-20-9 (mehrere überarbeitete Auflagen bis 2008).
- La sexualité des femmes. Racontée aux jeunes et aux moins jeunes. Éditions Mamamélis, Genf 2004, ISBN 978-2-940116-08-9.
  - Deutsche Ausgabe: Lustvoll. Weibliche Sexualität in jedem Lebensalter. Orlanda Frauenverlag, Berlin 2005, ISBN 978-3-936937-24-4 (Originaltitel: La sexualité des femmes.).
- Une sorcière des temps moderne. Edition Mamamélis 2014.
  - Deutsche Ausgabe: Eine zeitgemäße Hexe. Frauen und Gesundheit - zur weltweiten Selbsthilfebewegung. Christel Göttert Verlag, Rüsselsheim 2018, ISBN 978-3-939623-68-7.